# Contea di Milton

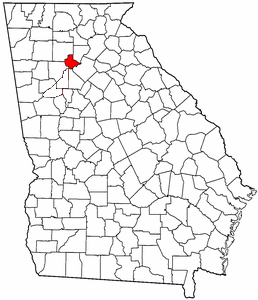
Localizzazione in Georgia.

La contea di Milton, in inglese Milton County, è stata una contea dello stato della Georgia, Stati Uniti dal 1857 al 1931. Fu creata il 18 dicembre 1857 da parti della contea di Cobb nordorientale, della contea di Cherokee sudorientale e della contea di Forsyth sudoccidentale. Il capoluogo era Alpharetta. Nel 1931 la contea fu unita a quella di Fulton per risparmiare durante la Grande depressione (). All'epoca la contea di Campbell, che aveva già dichiarato bancarotta, era stata già ceduta a Fulton, il cui territorio arrivava così al fiume Chattahoochee.
Dopo l'unione del 1932, anche la città di Roswell, dalla contea di Cobb passò a Fulton il 9 maggio. Il territorio della contea venne reso così più omogeneo.